# Бронепалубные крейсера типа «Барракута»
Бронепалубные крейсера типа «Барракута» — серия крейсеров 3-го класса британского королевского флота, построенная в 1880-х гг. XIX века. Стали первыми в Королевском флоте крейсерами 3-го класса. Являлись развитием типа минных крейсеров. Предназначались для службы на заморских станциях. Всего было построено 4 единицы: «Барракута» (англ. Barracouta), «Барроса» (англ. Barrosa), «Бланш» (англ. Blanche), «Блонди» (англ. Blonde).
Их дальнейшим развитием стал тип «Бархэм».

## Служба
|             | заложен     | спущен             | вступил в строй   | судьба |
| ----------- | ----------- | ------------------ | ----------------- | ------ |
| «Барракута» | 1888 г.     | 16 мая 1889 г.     | в строю с 1890 г. |        |
| «Барроса»   | май 1888 г. | 16 апреля 1889 г.  | в строю с 1890 г. |        |
| «Бланш»     | май 1888 г. | 6 сентября 1889 г. | в строю с 1890 г. |        |
| «Блонди»    | май 1888 г. | 22 октября 1889 г. | в строю с 1890 г. |        |